# 銀魂完結篇：永遠的萬事屋
《銀魂完結篇：永遠的萬事屋》（劇場版 銀魂 完結篇 万事屋よ永遠なれ，Gintama: The Movie: The Final Chapter: Be Forever Yorozuya）是於2013年改编自日本漫畫家空知英秋作品《銀魂》的動畫電影。

## 劇情
德川幕府末期，來自外太空的天人降臨，江戶完全處於他們的統治之下。在此之後，天人文明高度發達，高樓大廈拔地而起，電車電話遍布大街小巷。在這座現代化都市的一隅，平素裡懶洋洋但骨子裡仍秉持著武士之魂的坂田銀時經營著一家接受客人各種委托的萬事屋。在存在感稀薄的志村新八和夜兔族幸存者神樂圍繞下，萬事屋度過繁忙而又麻煩多多的每一天。
某次意外事件，銀時被拋入時空隧道出現在五年後的世界。呈現在他眼前的是被神秘病毒“白色詛咒”飽經摧殘已成廢墟的江戶。百姓貧困痛苦，攘夷志士策劃向政府發動絕死反攻，社會秩序全面崩潰。在此期間，彷徨無助的銀時邂逅兩個年輕人，一個是腰別洞爺湖英姿颯爽的眼鏡青年，另一個是帶著巨大的白狗身著華服的冷艷美女，他們竟然是已經成長起來新八和神樂！更令銀時難以置信的是，他竟親眼目睹刻有自己名字的墓碑！
過去五年究竟發生什麼事？如何才能改變這個沒有銀時、遍布黑暗與恐怖的未來？

## 登場角色
以下為片中聲優順序。
坂田銀時／白夜叉／5年後的銀時
聲：杉田智和（日本）；林協忠（臺灣）；李家傑（BD／DVD）、黃啟昌 (TVB)（香港）
因為某種力量被拉到自己所不存在的五年後世界，目睹五年後江戶的慘狀，危急之時被五年後的新八和神樂搭救，在航空站遺址發現五年後的自己，才得知真相，在15年前擊敗魘魅的容器，感染白詛，在未來成為魘魅，被過去的自己擊敗，過去的自己再回去15年前，與萬事屋等人一同擊敗魘魅。
志村新八
聲：阪口大助（日本）；江志倫（臺灣）；郭俊廷（BD／DVD）、曹啟謙 (TVB)（香港）
銀時去世五年後，性格大變，宣稱要繼承萬事屋，成立「萬事屋新八」（万事屋新八っさん）。以一把有著「洞爺湖」落款的堅硬木刀便將鬧事者打得人仰馬翻。
神樂
聲：釘宮理惠（日本）；林佑俽（臺灣）；顧詠雪（BD／DVD）、何璐怡 (TVB)（香港）
銀時去世五年後，和新八爭奪繼承萬事屋的繼承權，成立「萬事屋阿樂」（万事屋グラさん）。變成了身材前凸后翘且有著傲嬌性格的大美女，原本極具特色的講話腔調已經消失無蹤，包包頭也變成了及腰長髮。身上穿的旗袍下擺的花色跟銀時的和服外套一樣。
魘魅
聲：磯部勉（日本）；陳幼文（臺灣）；黎家希（BD／DVD）、朱子聰 (TVB)（香港）
本作的大魔頭，在15年前曾被銀時擊敗過，但那時只是容器，是個頭戴斗笠手持錫杖，全身纏繞咒符的神秘人物，為整起事件的幕後黑手。為了終結攘夷戰爭的幕府，特地請來的傭兵部隊，運用被稱為「蠱毒」的咒術重挫攘夷軍，因為一出手能將一顆星球造成毀滅性的打擊，被稱為「毀星者」。
時間小偷／時光機（時間泥棒(じかんどろぼう））
聲：山寺宏一（日本）；何志威（臺灣）；蘇強文 (TVB)（香港）
本作的關鍵人物，在本篇中宣傳反偷拍行為被銀時追打，在五年後的世界裡得知是他自己請求平賀源外製造出來的時光機器。
志村妙
聲：雪野五月（日本）；曾允凡（臺灣）；錢惠玲（BD／DVD）、梁少霞 (TVB)（香港）
五年後感染白詛，雙目近乎失明瀕臨死亡邊緣。
猿飛菖蒲
聲：小林優（日本）；郭馨雅（臺灣）；莊巧怡（BD／DVD）、陳皓宜 (TVB)（香港）
五年後唯一沒變的人，深信銀時會再度回到她身邊。
月詠
聲：甲斐田裕子（日本）；郭馨雅（臺灣）；羅婉楓（BD／DVD）、劉惠雲 (TVB)（香港）
銀時去世五年後，剪了短髮。
柳生九兵衛
聲：折笠富美子（日本）；郭馨雅（臺灣）；顧詠雪（BD／DVD）、陸惠玲 (TVB)（香港）
五年後因為阿妙感染白詛深受打擊，而剪了短髮。
定春
聲：高橋美佳子（日本）；郭馨雅（臺灣）；莊巧怡（BD／DVD）、陸惠玲 (TVB)（香港）
神樂的寵物，五年後因隨神樂身經大小戰役，性格也開始便得有所不同，似乎能察覺到銀時的存在。
桂小太郎
聲：石田彰（日本）；何志威（臺灣）；梁偉德 (TVB)（香港）
原為穩健派攘夷志士，銀時去世後，轉變為激進派攘夷黨，從事過激攘夷活動，打扮得跟高杉晉助很像，五年後被幕府逮捕，後被銀時等人拯救。
近藤勲
聲：千葉進步（日本）；黃乾師（臺灣）；黎家希（BD／DVD）、陳廷軒 (TVB)（香港）
原為真選組局長，五年後被幕府逮捕，被銀時等人從刑場救出，並協助銀時尋找魘魅的下落。
土方十四郎
聲：中井和哉（日本）；何志威（臺灣）；關令翹 (TVB)（香港）
原為真選組副長，五年後因近藤被幕府逮捕，憤而與幕府交惡，建立「誠組」，成為攘夷志士，與五年後的伊莉莎白聯手將近藤救出。
沖田總悟
聲：鈴村健一（日本）；黃乾師（臺灣）；張振熙（BD／DVD）、張裕東 (TVB)（香港）
原為真選組第一隊隊長，五年後因近藤被幕府逮捕，成為攘夷浪士，手持逆刃刀，被幕府稱為「斬人・沖田總悟」。
山崎退
聲：太田哲治（日本）；馬國堯（臺灣）；李致林 (TVB)（香港）
原為真選組監察，五年後跟隨土方成為攘夷志士，造型基本上沒什麼太大的改變。
東城步
聲：遊佐浩二（日本）；江志倫（臺灣）；張振熙（BD／DVD）、劉昭文 (TVB)（香港）
九兵衛的親衛。
高杉晉助
聲：子安武人（日本）；陳幼文（臺灣）
片末以攘夷時代之姿現身，破壞了魘魅釋放出來的病毒核心。
坂本辰馬
聲：三木眞一郎（日本）；何志威（臺灣）
片末以攘夷時代之姿現身，破壞了魘魅釋放出來的病毒核心。
平賀源外
聲：島田敏（日本）；陳幼文（臺灣）；葉振聲 (TVB)（香港）
本為攘夷志士，在銀時去世後極度悲傷，時常醉酒，後來在改造超級毀滅性武器時被幕府逮捕。
登勢
聲：くじら（日本）；郭怡心（臺灣）；錢惠玲（BD／DVD）、袁淑珍 (TVB)（香港）
銀時去世後依然經營著小酒店，五年後顯得更加蒼老，一直等待著銀時的到來。
蛋蛋（小玉）
聲：南央美（日本）；郭馨雅（臺灣）；羅婉楓（BD／DVD）、鄭麗麗 (TVB)（香港）
銀時去世後依然在登勢的小酒店幫忙，變成了鋼坦克模式。
長谷川泰三
聲：立木文彥（日本）；何志威（臺灣）；周良鴻 (TVB)（香港）
銀時去世後深受打擊，老化程度相當嚴重，片末來到攘夷戰爭時代中變成「偽白夜叉」來搭救銀時。
凱薩琳
聲：杉本優（日本）；林凱羚（臺灣）；莊巧怡（BD／DVD）、陸惠玲 (TVB)（香港）
銀時去世後依然在登勢的小酒店幫忙，長出了絡腮鬍。
武藏／錦松五郎
聲：坂口候一（日本）；陳幼文（臺灣）；朱子聰 (TVB)（香港）
於片頭出現，是欣賞色情電影的觀眾。
伊莉莎白
聲：神谷明（日本）；江志倫（臺灣）；潘文柏 (TVB)（香港）
五年後因桂被逮捕之後，與土方的誠組聯手將近藤和桂救出，身材變得魁梧健壯，還拿著巨大的狼牙棒。

## 用語
白詛
以江戶為中心散播到全世界的殺人病毒，病源和感染途徑不明，五年後使地球陷入荒廢狀態。感染者半個月內就會死亡，全身與髮色的黑色素消失而變白，不被感染的唯一方法只有逃走一途，有錢有勢的人才有機會離開，留下窮人、老弱婦孺自生自滅，導致全球三成人口死亡、四成人口移居他星的慘劇，這和魘魅使用的「蠱毒」極為相似。

## 製作
本片故事由《銀魂》原作空知英秋執筆的原創故事，該片製作公司SUNRISE於2012年8月宣布正式進行本片的製作。

### 製作人員
- 原作·故事、角色原案：空知英秋
- 監製：樋口弘光、稗田晉、番泰之
- 導演：藤田陽一
- 監修：高松信司
- 劇本：大和屋曉
- 角色設計·總動畫總監：竹内進二
- 分鏡・演出：宮脇千鶴、河村智之、西澤晉、みなみやすひろ、藤田陽一、佐佐木忍、三宅和男
- 作畫監督：鈴木ひろみ、諏訪可奈惠、永田正美、青木あさ子、乙幡忠志、石川真理子、佐藤綾子、升谷由紀、本城惠一朗、竹内進二
- 作畫監督輔助：江上夏樹、尾崎正幸
- 攝影導演：老平英
- 美術監督：野村裕樹
- 色彩設計：歌川律子
- 色彩設計輔助：尾垣拓也
- CG監督：中島豊
- 設計工作：乙幡忠志
- 剪輯：瀨山武司
- 音樂：Audio Highs
- 音響監督：小林克良
- 聲優出演協力：賢Production
- 動畫製作：日昇動畫
- 製作：鳥嶋和彦、夏目公一朗、井澤昌平、宮河恭夫、石川豊、古澤圭亮、久松猛朗
- 發行：華納兄弟
- 製作：劇場版銀魂製作委員會（集英社、Aniplex、東京電視台、日昇動畫、電通、BANDAI、華納兄弟電影）

## 音樂
主題曲「現状ディストラクション」（現狀破壞）
作詞：MOMIKEN，作曲：UZ，主唱：SPYAIR
電視版第一期OP「Pray」
歌・作詞：Tommy heavenly6，作曲・編曲：Chris Walker

## 票房
2013年，日本於7月6日全國上映，與2010年的前作劇場版《銀魂劇場版 新譯紅櫻篇》相比，票房收入增加約158%，入場觀影者總共超越130萬人，票房達17億日圓，為2013年日本電影票房第23名、動畫類第8名。。
台灣於2013年8月23日上映，短短三天也獲得台北147萬、全台333萬的票房佳績，輕鬆突破前作《新譯紅櫻篇》為期21天才達到的146萬總票房紀錄，為今年台灣第三賣座日本動畫電影，僅次於《航海王電影：Z》及《名偵探柯南：絕海的偵探》。

## 外部連結
- （日語）官方網站
- （日語）日方維基百科
- （日語）日方臉書粉絲團 （页面存档备份，存于）
- 開眼電影網上《銀魂完結篇》的資料（繁體中文）
- 豆瓣电影上《銀魂完結篇》的資料 （简体中文）
- 时光网上《銀魂完結篇》的資料（简体中文）
- AllMovie上《銀魂完結篇》的资料（英文）
- 互联网电影数据库（IMDb）上《銀魂完結篇》的资料（英文）